# Circolo dell'Unione (Milano)
Il Circolo dell'Unione è un club per gentiluomini di Milano

## Storia
Il Circolo fu fondato il 28 maggio 1841 da un gruppo di aristocratici milanesi, guidati dal Principe Luigi Barbiano di Belgioioso d'Este (che sarà il primo presidente del sodalizio) e da Giovanni Resta, che erano frequentatori del parigino Jockey Club ed intendevano dotare Milano d'un circolo simile.
Il gruppetto di nobili milanesi fondatori del circolo era costituito da cospiratori, "teste calde" spedite in esilio e rientrate a Milano dopo l'amnistia concessa da Ferdinando I d'Austria nel 1838.
La prima sede del circolo fu in contrada San Giuseppe presso la Casa Morandet (oggi Via Verdi 7).
Nel 1843 la Società si trasferì in Via Manzoni 1, in alcuni locali posti sopra il Caffè Cova.
Siccome l'attività anti-austriaca della Società dell'Unione proseguiva, anche con iniziative plateali e provocatorie (partecipazione ai funerali di Federico Confalonieri, sottoscrizione per erigere un monumento sul San Gottardo, dove il martire del Risorgimento era morto, organizzazione di scioperi del fumo per colpire il monopolio austriaco dei tabacchi), nel 1848 il circolo venne chiuso con provvedimento del viceré Arciduca Ranieri.
Nel 1859 il sodalizio riaprì e riprese pure l'attività politica, espressa anche tramite il giornale La Perseveranza. In questo periodo il circolo annovera fra i suoi soci Camillo Benso conte di Cavour; negli anni successivi, si affievolì l'impegno politico del circolo.
Nel 1911 il sodalizio lasciò la sede storica di Via Manzoni 1 per Via Romagnosi 4 (casa ex Lattuada).
Nel 1912 il circolo assunse la denominazione "Club dell'Unione".
Il 28 aprile 1926 la sede fu trasferita in Via Filodrammatici 5.
Nel 1935, la denominazione venne mutata in quella attuale di "Circolo dell'Unione".
Nel periodo ricompreso fra 1947 al 1951, la sede fu spostata in Via Borgonuovo 5, per poi ritornare in Via Filodrammatici 5.
Negli anni '80 del XX secolo il Circolo spostò la propria sede in Via Manzoni 45 , presso il Palazzo Borromeo d'Adda.

## Sede
La sede del circolo è in Palazzo Borromeo d'Adda, posto in Via Manzoni 45.

## Attività
Il Circolo ancora oggi raggruppa prevalentemente le grandi famiglie della nobiltà milanese.
Attualmente conta 644 soci, tutti uomini.